# 1385 en Angleterre
Chronologie de l'Angleterre
- 1381
- 1382
- 1383
- 1384
- 1385
- 1386
- 1387
- 1388
- 1389

Cette page concerne l'année 1385 du calendrier julien.

## Naissances en 1385
- 1er août : John FitzAlan, 6e comte d'Arundel et 3e baron Maltravers
- 15 août : Richard de Vere, 11e comte d'Oxford
- 17 septembre : Thomas de Mowbray, 4e comte de Norfolk, 2e comte de Nottingham, 7e baron Mowbray et 8e baron Segrave (en)
- Date inconnue : 
  - Richard de Conisburgh, 1er comte de Cambridge
  - Richard Fleming, évêque de Lincoln
  - Marguerite Holland, duchesse de Clarence et comtesse de Somerset
  - Robert Howard, chevalier
  - Robert Willoughby, 6e baron Willoughby d'Eresby

## Décès en 1385
- 9 janvier : Robert de Ashton, officier naval et militaire
- 28 mars : Robert de Stretton, évêque de Lichfield
- 3 avril : Élisabeth de Bohun, comtesse d'Arundel et de Surrey
- 7 août : Jeanne de Kent, 4e comtesse de Kent et 5e baronne Wake de Liddell
- 18 août : William Reade, évêque de Chichester
- Date inconnue : 
  - Ralph Stafford, chevalier
  - William Walworth, lord-maire de Londres